# 新寺町 (弘前市)
新寺町（しんてらまち）は、江戸期から現在にかけての青森県弘前市の地名。郵便番号は036-8214。2017年6月1日現在の人口は821人、世帯数は437世帯。

## 地理
青森県道28号岩崎西目屋弘前線が横断し、多くの寺院が並ぶ。町域の北部は茂森町・在府町・新寺町新割町・南塘町・北新寺町、東部は銅屋町、南部は桔梗野、西部は樹木に接する。

## 歴史
- 慶安3年 - 津軽一統志によれば慶安2年に寺町（現：元寺町）で、大火により消失した寺院を当地に移転、そして町割りがされる。
- 万治2年 - 津軽弘前古絵図によれば、まだ町名は無く、屋敷割りがされている。
- 寛文13年 - 弘前中惣屋敷絵図によれば、元寺町から当地に移転した寺院と、町屋46軒がある。

### 沿革
- 江戸期 - 弘前城下の一町。
- 幕末～明治初年 - 新寺町新割町・北新寺町が分立。
- 明治初年～ - 弘前市を冠称。
- 1889年（明治22年） - 弘前市に所属。
- 1967年（昭和42年） - 一部が桔梗野一丁目・樹木一丁目になる。

### 地名の由来
元寺町（現在の西茂森）に対することから。

ただし、元寺町が曹洞宗寺院のみで構成されているのに対し、新寺町は様々な宗派の寺院が立ち並ぶ。

## 施設

### 教育
- 木の実保育園
- 弘前大谷幼稚園
- 青森県立弘前高等学校

### 寺院
- 法冷山円明寺（浄土真宗）
- 宝幢山法立寺（日蓮宗）
- 妙法山妙覚院本行寺（日蓮宗僧録所）
- 月窓山栄源院貞昌寺（浄土宗僧録所）
- 法輪山真教寺（浄土真宗僧録所）
- 一乗山専徳寺・遍照山法源寺（浄土真宗）
- 光明山遍照寺（貞昌寺末寺）
- 報恩寺
- 浄龍寺
- 明教寺
- 教応寺
- 正蓮寺
- 天徳寺
- 西光寺
- 西福寺
- 受源寺
- 満行院
- 南栄院
- 浄徳院
- 袋宮寺
- 法源寺

## 小・中学校の学区
市立小・中学校に通う場合、学区は以下の通りとなる。
| 大字   | 番地 | 小学校               | 中学校             |
| ------ | ---- | -------------------- | ------------------ |
| 新寺町 | 全域 | 弘前市立桔梗野小学校 | 弘前市立第四中学校 |

## 交通
- 弘南バス
  - 新寺町（宮園団地 - 南高校線）停留所。
    - 青森県道28号岩崎西目屋弘前線沿いに位置し、南高校線のみの停車。

  - 新寺町、弘前高校前（弘前駅 - 金属団地・桜ヶ丘線、他）停留所。
  - 新寺町角（弘前バスターミナル - 第四中学校・茂森町経由 - 弘前駅線）停留所。